# Bluegiga
Bluegiga Technologies Ltd., conosciuta come Bluegiga, è un'azienda produttrice di tecnologie wireless con sede ad Espoo, Finlandia. Fondata nel 2000, si è subito ingrandita, aprendo le sedi di Atlanta, negli USA e Hong Kong. Bluegiga è membro del Bluetooth Special Interest Group fin dalla fondazione e della Continua Health Alliance dal 2008. La compagnia è anche membro della Wi-Fi Alliance dall'inizio del 2012.

## Prodotti
Bluegiga sviluppa e produce sistemi di connettività wireless a corto raggio d'azione, tra cui anche moduli Bluetooth e access server, moduli per Wi-Fi e Bluetooth intelligente e iWRAP.
I prodotti sono principalmente rivolti all'aggiunta di connessione wireless a prodotti industriali per i consumatori, ma sono anche pronti per la vendita singolarmente.
I settori più importanti in cui i prodotti Bluegiga sono usati includono sanità, automobili, audio, applicazioni industriali e per consumatori.

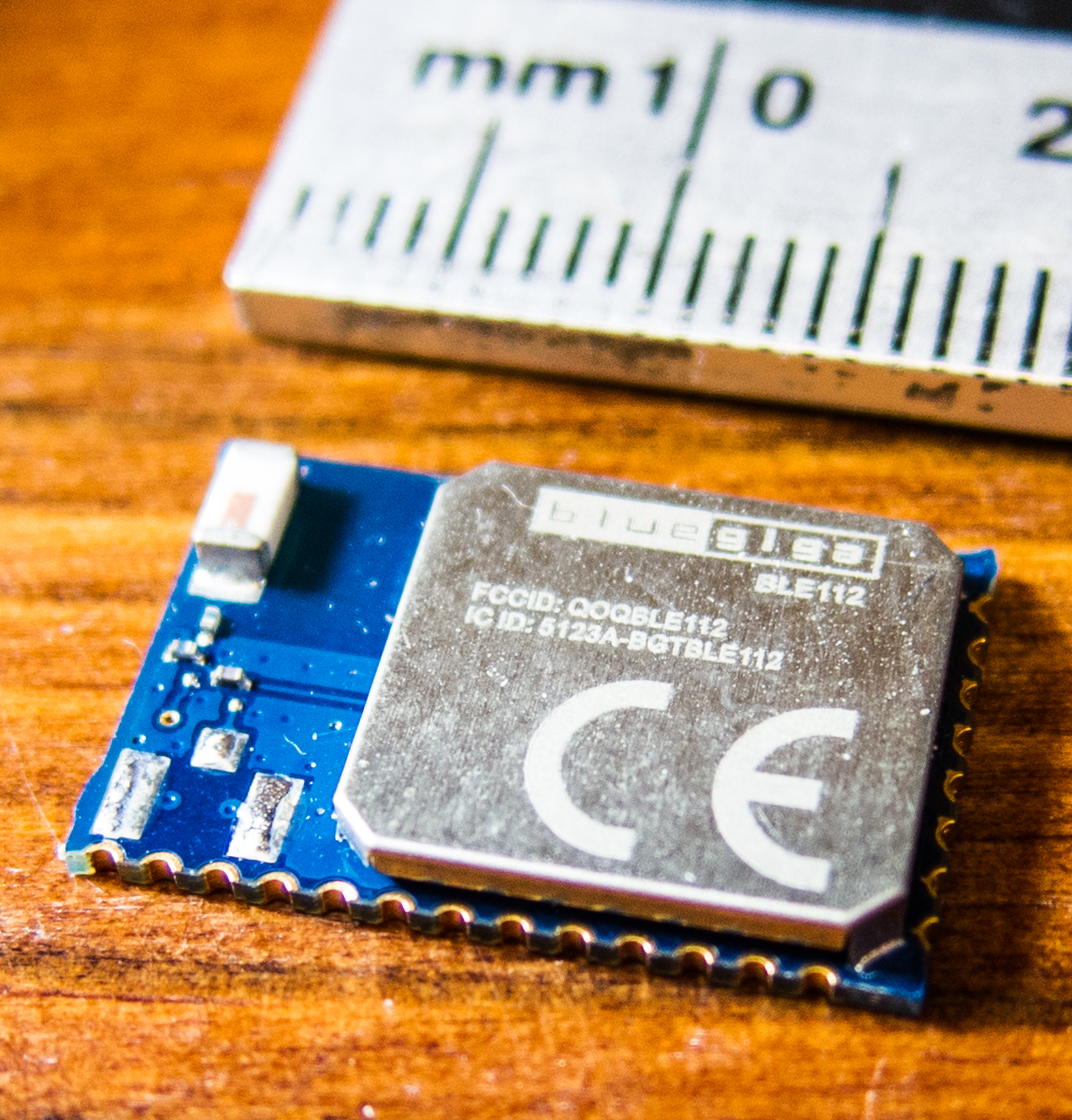
BLE112 Modulo Bluetooth intelligente